# مارتشي (أصفهان)
مارتشي هي قرية في مقاطعة أصفهان، إيران. يقدر عدد سكانها بـ 134 نسمة بحسب إحصاء 2016.